# Og
Og – amorycki władca Baszanu wymieniony w Biblii.
Og był królem Baszanu (dzisiejsza arabska nazwa Hauran). Kraj ten obejmował płaskowyż obejmujący północną część Zajordania na wschód od jeziora Genezaret. Ziemie te słynęły ze znakomitych pastwisk.
Według relacji biblijnej księgi Liczb Og na czele swego wojska zaatakował Mojżesza, rozgramiającego właśnie armię Sychona, który odmówił pozwolenia na przejście Izraelitów przez swoje ziemie. Nie zdążył jednak nadejść z odsieczą i na równi z Sychonem poniósł klęskę w bitwie pod Edrei. Izraelici zdobyli jego miasta i wymordowali bogatych mieszkańców. Og zginął w walce. Odnaleziono jego łoże, które świadczyło o potężnych rozmiarach swego właściciela (4 łokcie szerokości i 9 łokci długości).
Izraelici zajęli królestwo Sychona oraz Gilead, czyli tereny od potoku Arnon do miejscowości Jazer i dalej do potoku Jabbok obszar Gileadu południowego i od Jabboku do Jarmuku obszar Gileadu północnego. Królestwo Sychona i południowy Gilead otrzymały dwa pokolenia Rubena i Gada, natomiast nieco później druga połowa pokolenia Manassesa, która wyemigrowała z zachodniego brzegu Jordanu, otrzymała Gilead na północy (Lb 32 1,42).
W rzeczywistości jednak Izraelici nigdy nie okupowali terytorium Baszanu. Teksty biblijne mówiące o podboju Baszanu, należącego do legendarnego króla Oga, ilustrują jedynie roszczenia Izraelitów do tych terenów. Król ten należy do legendarnych pierwotnych mieszkańców zamieszkujących tereny Palestyny i Transjordanii, Refaitów, którzy z kolei należą do Nefilimów, czyli gigantów (Lb 21,33; Pwt 1,28). Dopiero król Izraela, Dawid i jego dowódcy pokonali ostatnich potomków Refaitów, więc król Og nie może należeć do ostatnich Refaitów (Pwt 3,11; 2 Sam 21,16-22; 1 Krn 20,4-8).